# GT World Challenge America
Pour les articles homonymes, voir BGS.

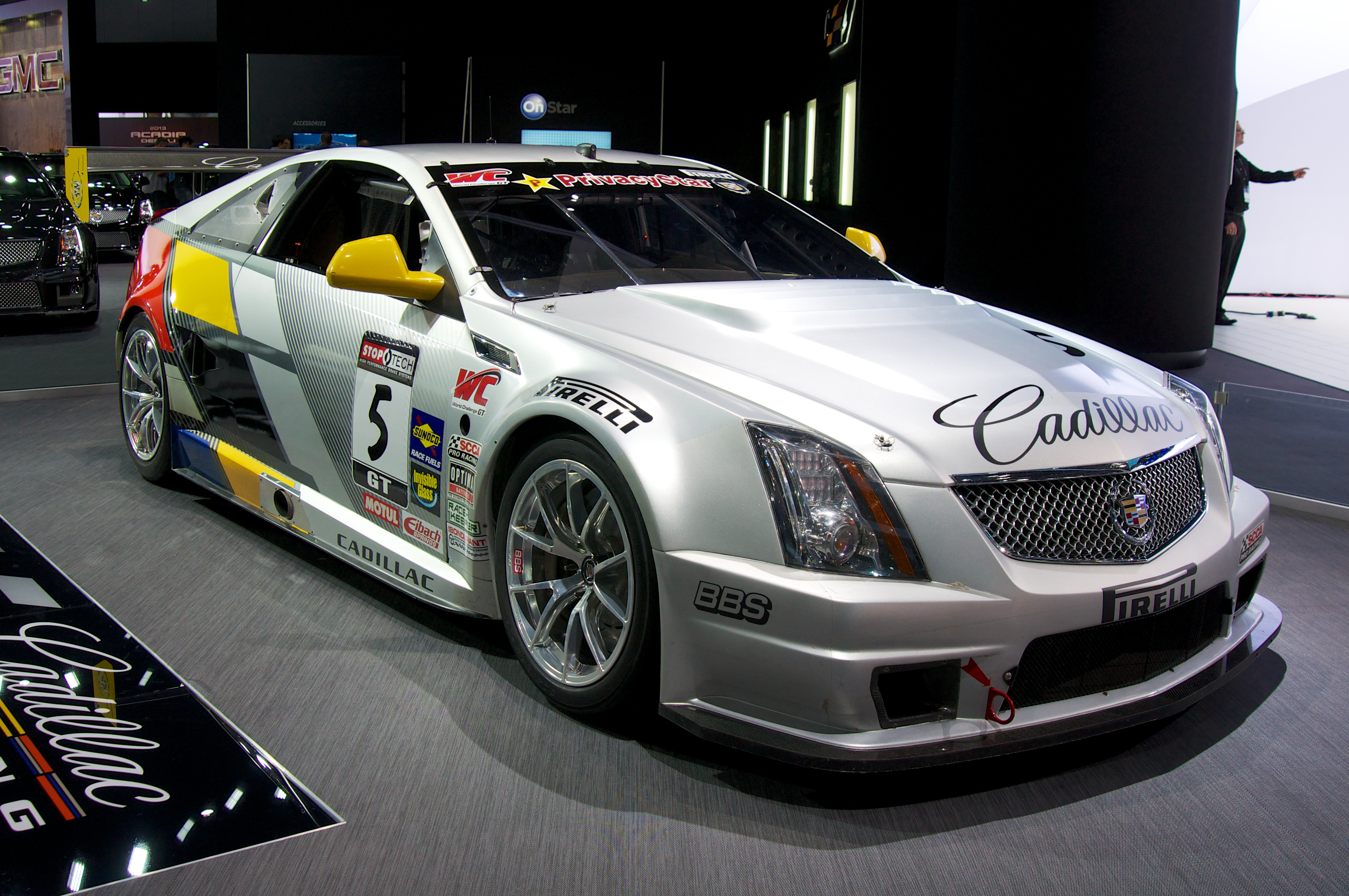
Vu au salon de l'auto de Los Angeles 2012. Journée presse - mercredi 28 novembre.

Le GT World Challenge America (anciennement le Blancpain GT World Challenge America et auparavant le Pirelli World Challenge) est une série de course automobile nord-américaine qui est gérée par WC Vision et sanctionnée par le US Auto Club (USAC).
La série World Challenge est née en 1990 et a célébré son 25e anniversaire en 2014. La série se compose de sept classements de pilotes et six catégories de véhicules: Grand Touring (GT), GT Cup (à partir de 2017, les Porsche 991 GT3 Cup, Lamborghini super Trofeo, et Ferrari Challenge), GTS, Touring car (TC), "B-spec Touring car" (TCB) depuis 2012, et "Touring car a" (TCA) depuis 2014. En 2014, un classement des pilotes GTA est mis en place pour les conducteurs professionnels. En 2016, la série se déroule aux côtés de la série IndyCar.